# Clancy Sigal
Clancy Sigal (Chicago, Illinois, 1926. szeptember 6. – Los Angeles, Kalifornia, 2017. július 16.) amerikai író, forgatókönyvíró.

## Művei
Könyvek
- Weekend in Dinlock (1960)
- Going Away: A Report, A Memoir. (1961, önéletrajzi regény)
- Zone of the Interior (1976)
- The Secret Defector (1992)
- A Woman of Uncertain Character: The amorous and radical adventures of my mother Jennie (who always wanted to be a respectable Jewish mom) by her bastard son (2006)
- Hemingway Lives!  Why Reading Ernest Hemingway Matters Today (2013)
- Black Sunset: Hollywood Sex, Lies, Glamour, Betrayal and Raging Egos (2016)

Forgatókönyvek
- Szerelemben, háborúban (In Love and War) (1996)
- Frida (2002)